# Хамилтон Фиш Армстронг
Хамилтон Фиш Армстронг (енгл. Hamilton Fish Armstrong; 7. април 1893 — 24. април 1973) био је амерички дипломата и званичник.
Армстронг је похађао Универзитет Принстон, а затим започео каријеру у новинарству. За време Првог светског рата, био је војни аташе у Србији.
Године 1922, на захтев уредника Арчибалда Карија Кулиџа, Армстронг је постао извршни уредник часописа Foreign Affairs (Форен аферс). Након Кулиџове смрти 1928. године, Армстронг је постао главни уредник. Повукао се са положаја тек 1972, педесете године од оснивања часописа. Умро је након дуге болести 24. априла 1973. године, у 80. години.
Армстронг је написао много књига, укључујући Хитлеров рајх: Прва фаза (објављена у јулу 1933. године од стране компаније Макмилан).